# Erlenbach am Main
Erlenbach am Main (eller: Erlenbach a.Main) er den største by i Landkreis Miltenberg i Regierungsbezirk Unterfranken i den tyske delstat Bayern.
Byen er hjemsted for begge Landkreis Miltenbergs to hospitaler, og er kendt for sine gode vine.

## Geografi
Erlenbach ligger i Unterfranken, i Mainviereck (Main-firkanten) ikke langt fra Aschaffenburg.
De tidligere selvstændige små nabokommuner Mechenhard og Streit, som ligger i Naturpark Spessart, blev i 1976 (Mechenhard) og 1978 (Streit) indlemmet i Erlenbach.